# Anthony Ervin
Anthony Lee Ervin (Burbank, 26 de maio de 1981) é um nadador dos Estados Unidos, bicampeão olímpico dos 50 metros livre em Sydney 2000 e no Rio 2016. 
Também é campeão olímpico na modalidade 4x100 metros livres nos jogos de 2016.
Participou de três olimpíadas, conquistando ao todo cinco medalhas, sendo quatro de ouro.

## Carreira
Na Olimpíadas de Sydney em 2000, ele se tornou o primeiro nadador afro-americano a fazer parte da equipe de natação olímpica dos EUA. Conquistou a medalha de ouro nos 50 metros livres com apenas 19 anos, empatado com seu compatriota Gary Hall Jr. com o tempo de 21,80 segundos. Ele também obteve a medalha de prata do revezamento masculino 4x100 metros livres. 
Ervin nadou para a Universidade da Califórnia, em Berkeley, onde ganhou várias provas individuais e de revezamento, na NCAA. Antes de Berkeley, Ervin nadou para Canyons Aquatic Club e William S. Hart High School em Santa Mônica, Califórnia.
Ervin parou de nadar competitivamente quando tinha apenas a idade de 22 anos em 2003 se aposentando das piscinas.
Em maio de 2005, Ervin vendeu a sua medalha de ouro no Ebay por 17 100 dólares, doando o dinheiro à UNICEF para ajudar as vítimas do tsunami.
Ervin passou oito anos aposentado, tendo que lidar com problemas por conta de uma severa depressão. Recuperado, ele começou a treinar novamente em 2011, deixando a aposentadoria para participar da olimpíada de Londres 2012. Se classificou para a final dos 50 metros livre, terminando a prova na quinta colocação com o tempo de 21,78 segundos.
Em 12 de agosto de 2016, se tornou campeão olímpico na prova dos 50 metros nado livre na Olimpíada do Rio 2016, sagrando-se assim, bicampeão da modalidade. Ervin fez a prova com um tempo de 21,40, sendo assim ainda mais rápido do que os 21,80 da conquista do ouro em Sydney 2000, mesmo 16 anos mais velho. Outro título conquistado foi a de atleta mais velho a ganhar uma medalha de ouro olímpica individual na natação, aos 35 anos, superando o recorde de Michael Phelps, maior nadador de todos os tempos, no qual detinha o recorde de 31 anos, também conquistado na Rio 2016.
Ainda na Rio 2016, ganhou mais uma medalha de ouro ao lado da equipe americana no revezamento masculino 4x100 metros livres, tornando ainda mais notável sua carreira; tendo no currículo cinco medalhas em olimpíadas, sendo quatro delas de ouro.